# 大川文月
大川 文月（おおかわ ふづき、1980年7月12日 - 福岡県福岡市出身）は、日本の俳優、元スタントマン、元競馬騎手。ローマ字表記は「Okawa Fuzuki」。

## 人物
1999年に高校卒業後、競馬の騎手を目指し単身オーストラリアに渡る。
2001年、現地の競馬学校「Queensland Race Training」を卒業し、デビュー戦で初勝利を上げる。
現役生活9年間で60か所以上の競馬場で騎乗し、引退レースを勝利で飾る。
当時通っていたカンフー学校「International Wing Chun Academy」でスカウトされ、映像作品『Project Ping Pong』でNinja役に抜擢されたことがきっかけで芸能の仕事に興味を持つ。
2010年、11年在住したオーストラリアから帰国後は福岡のモデル事務所に所属し、映画・ドラマ・CM・スチール作品など様々な媒体に出演。高校生役から父親役まで幅広くこなす。
役の幅を広げる為にワーサル福岡校のアクションクラスに通い、スケアードストレート交通安全教室などの現場でスタントマンとして出演していた。

## 出演

### 映画
- HiGH&LOW THE RED RAIN （監督：山口雄大）

### ドラマ
- DVD：不倫白書
- NHK：逃げる女 (2016年のテレビドラマ)

### CM
- 小倉競馬場
- 新天町 (福岡市)商店街
- スペースワールド
- MKレストラン